# Torpille remorquée Ginocchio
La torpille remorquée Ginocchio est une torpille remorquée destinée à être lancée depuis la poupe près d’un contact sous-marin dans l’espoir qu’elle le frappe, déclenchant son ogive. La stabilisation de la profondeur s’est avéré être un problème lors des essais et elle n'aurait, de ce fait, jamais été utilisée de manière opérationnelle.

## Développement et description
Les Français ont commencé à développer, au cours des années 1920, la Ginocchio, basée sur un concept italien de la Grande guerre, mais le maintien de la profondeur était erratique et le projet a été officiellement suspendu en 1933 après des essais sur les contre-torpilleurs de classe Chacal et Bourrasque. Le projet a été relancé à la fin de l’année 1938 pour les navires de cette dernière classe, mais a été annulé en octobre 1939.
Sur les avisos-dragueurs coloniaux de classe Élan ou Chamois réfugiés en Grande Bretagne en 1940, ou ceux restés sous contrôle de Vichy et qui rejoindront les Alliés au début de 1943, après avoir survécu aux combats d'AFN, l’armement sera changé, notamment les canons. Le filet indicateur de sous-marin à mouillage rapide et la torpille Ginocchio seront remplacés par un ASDIC.
La Ginocchio était disponible en deux modèles, équipés d’une ogive de 30 kilogrammes de trinitrotoluène. La torpille « moyenne » avait une profondeur opérationnelle de 15 à 37 mètres. Elle pesait 62 kilogrammes et mesurait 1,62 mètre de long. Le modèle « profond » avait une profondeur maximale de 53 mètres, pesait 75,5 kilogrammes et mesurait 1,72 mètre de long.